# Probabilistische Graphische Modelle
Probabilistische Graphische Modelle (PGM) sind im Allgemeinen Graphen, deren Knoten Zufallsvariablen sind und in denen die Abwesenheit von Kanten zwischen diesen Knoten deren Unabhängigkeit anzeigt.

Sie stellen einen Formalismus dar, mit Hilfe dessen man verschiedene andere Probabilistische Modelle, die größtenteils schon vor den PGM erforscht wurden, darstellen kann. Beispielsweise:
Bayes’sche Netze, Hidden Markov Modelle und Markov Random Fields. PGM bieten darum die Möglichkeit, diese Modelle miteinander zu verbinden. Das macht sie zu einem guten Werkzeug, um komplexe Systeme, die mit Unsicherheit umgehen können müssen, zu entwerfen. Vor allem der natürliche Zugang, den ihre Graphenstruktur ermöglicht, macht sie zu einem brauchbaren Modellierungswerkzeug.

## Anwendungen
Probabilistische Graphische Modelle finden in  Bayessscher Inferenz und vielen naturwissenschaftlichen Gebieten Anwendung. So z. B. in der Musterklassifikation, der Roboternavigation und in Assistenzsystemen.